# Hansjörg Wyss
Hansjörg Wyss (vlastním jménem Johann Georg Wyss, * 19. září 1935 Bern) je švýcarský podnikatel. Patří k nejbohatším Švýcarům a společnost Bloomberg L.P. odhadla jeho majetek v roce 2025 na více než třináct miliard amerických dolarů.
Je absolventem stavební fakulty Spolkové vysoké technické školy v Curychu a získal titul Master of Business Administration na Harvardově univerzitě. Pracoval pro firmy Chrysler a Monsanto a v roce 1977 se stal manažerem továrny na zdravotnické pomůcky Synthes v Solothurnu. Vedl její dceřinou společnost Synthes USA a učinil z ní světového lídra v oboru kostních implantátů. V roce 2012 prodal Synthes společnosti Johnson & Johnson za 19,7 miliard dolarů. Spolu se Silviem Denzem vlastní podíl ve sklárně Lalique a palírně whisky Glenturret. Je členem konsorcia BlueCo, které od roku 2022 vlastní anglický fotbalový klub Chelsea FC.
V roce 1998 založil Wyssovu nadaci, zaměřenou na ochranu divoké přírody. Stojí za projektem Fundația Conservation Carpathia, který nakupuje lesy v rumunských Fagarašských horách, aby zamezil komerční těžbě dřeva. Wyss je hlavním sponzorem Frankfurtské zoologické společnosti. Finančně podporuje také Bostonský symfonický orchestr, Kunstmuseum Bern a Fondation Beyeler. Na Harvardu založil výzkumný ústav zaměřený na biomedicínské inženýrství. Od roku 2019 je členem Americké akademie umění a věd. Patří k hlavním donátorům americké Demokratické strany, je členem sdružení Democracy Alliance a spolu s Jobstem Wagnerem založil společnost Vorteil Schweiz, zaměřenou na spolupráci Švýcarska s Evropskou unií. Připojil se k iniciativě The Giving Pledge, podle níž by nejbohatší lidé měli dávat nadpoloviční podíl svých příjmů na dobročinné účely.
Hansjörg Wyss žije v Lauenenu a ve Wilsonu v americkém státě Wyoming. Jeho koníčky jsou letectví a lyžování. Je bratrem novinářky a spisovatelky Hedi Wyssové a výtvarnice Susi Bergerové. Jeho dcera Amy Wyssová provozuje v Taosu zábavní a obchodní centrum pro rodiny Twirl Toy Store. 